# Zentrum für Psychiatrie Südwürttemberg, Standort Bad Schussenried
Das ZfP Südwürttemberg hat seinen Unternehmenssitz am Standort Bad Schussenried. 1996 wurden das Zentrum für Psychiatrie Bad Schussenried, ehemals Psychiatrisches Landeskrankenhaus Schussenried, die Münsterklinik Zwiefalten und das Zentrum für Psychiatrie Weissenau zum ZfP Südwürttemberg fusioniert. Der Standort Bad Schussenried befindet sich auf dem Gelände des Klosters Schussenried.

## Geschichte
Die Königliche Heil- und Pflegeanstalt Schussenried wurde 1875 in den Räumlichkeiten des Neuen Klosters gegründet.
Zwischen 1940 und 1941 wurden im Rahmen der Aktion T4 über Schussenried 561 Patienten und Heimbewohner nach Grafeneck und Hadamar transportiert und ermordet. Seit 1983 erinnert eine Gedenktafel auf dem Anstaltsfriedhof an die Ermordeten.
Ab 1953 hieß die Einrichtung Psychiatrisches Landeskrankenhaus, ab 1996 Zentrum für Psychiatrie, ab 2009 ist es der Standort Schussenried des ZfP Südwürttemberg.